# Going All the Way
Going All The Way, amerikansk film, drama/komedi, från 1997, regisserad av Mark Pellington, manus av Dan Wakefield.

## Handling
Den romantiska komedin 'Going All the Way' handlar om att finna dig själv, bli förälskad... och att ta det sista steget. Den handlar om två killar Sunny (Jeremy Davies) och Gunner (Ben Affleck), två mammor Alma (Jill Clayburgh) och Nina (Lesley Ann Warren), och de tre kvinnor som kommer emmellan dem, Buddy (Amy Locane), Gail (Rose McGowan) och Marty (Rachel Weisz). Och hur det känns att vara instängd i en liten stad utan ett normalt perspektiv på tillvaron.

## Om filmen
- Den utspelas år 1954, men inledningslåten är från 1957.
- Den utspelas år 1954, då hade USA 48 stater, men flaggan i början har 50 stjärnor.
- Från början var filmen 3 timmar och 10 minuter, men när den skulle visas på bio klipptes den ner till 1 timme och 43 minuter.
- Filmen hade premiär vid Sundance Film Festival i januari 1997.

## Rollista (i urval)
- Jeremy Davies - Williard 'Sunny' Burns
- Ben Affleck - Tom 'Gunner' Casselman
- Amy Locane - Buddy Porter
- Rose McGowan - Gail Ann Thayer
- Rachel Weisz - Marty Pilcher
- Jill Clayburgh - Alma Burns
- Lesley Ann Warren - Nina Casselman

## Musik i filmen
- A White Sport Coat and A Pink Carnation, skriven och framförd av Marty Robbins
- Fast Blues, skriven och framförd av Jimmy Coe
- Poodgy, skriven och framförd av Bobby Smith
- Big Heavy, skriven och framförd av Cozy Eggleston
- Bess Boogie, skriven av Bobby Smith, framförd av Bobby Smith and his Orchestra
- Mighty Mighty Man, skriven och framförd av Roy Brown
- A Sunday Kind of Love, skriven av Louis Prima, Anita Leonard, Stan Rhodes och Barbara Belle, framförd av The Harptones
- You've Changed, skriven av Bill Carey och Carl Fischer, framförd av Bobby Dukoff
- Hard Luck Blues, skriven och fram förd av Roy Brown
- Blue Keys, skriven och framförd av Bobby Smith
- Gonna Hoot and Holler Saturday Night, framförd av Willis Jackson
- Tangled and Tempted, skriven av Greg Roberson och Tim Brickley, framförd av Sonny Burns Orchestra
- Mopsticks, framförd av Bobby Smith
- It's Too Soon to Know, skriven av Deborah Chessler, framförd av the Orioles
- Skokiaan, skriven av August Msarurgwa, framförd av Dámaso Pérez Prado
- Golden Teardrops, skriven av John Carter, framförd av the Flamingos
- Why Was I Born, skriven av Jerome Kern och Oscar Hammerstein II
- Rocket 88, skriven och framförd av Jackie Brenston
- Last Enemy / Taps, skriven av Robert Farnon framförd av the BBC Concert Orchestra och the BBC Choir
- Farther Along, framförd av Burroughs Family

## Utmärkelser
- 1997 - Sundance Film Festival - Specialomnämnande, Thérèse DePrez produktionsdesign